# Most na Wyspę Jaskółczą w Szczecinie
Most na Wyspę Jaskółczą – zabytkowy most w Szczecinie na Odrze Zachodniej, łączący ul. Kolumba z Wyspą Jaskółczą. Jedyny most w mieście, który przetrwał II wojnę światową.

## Historia

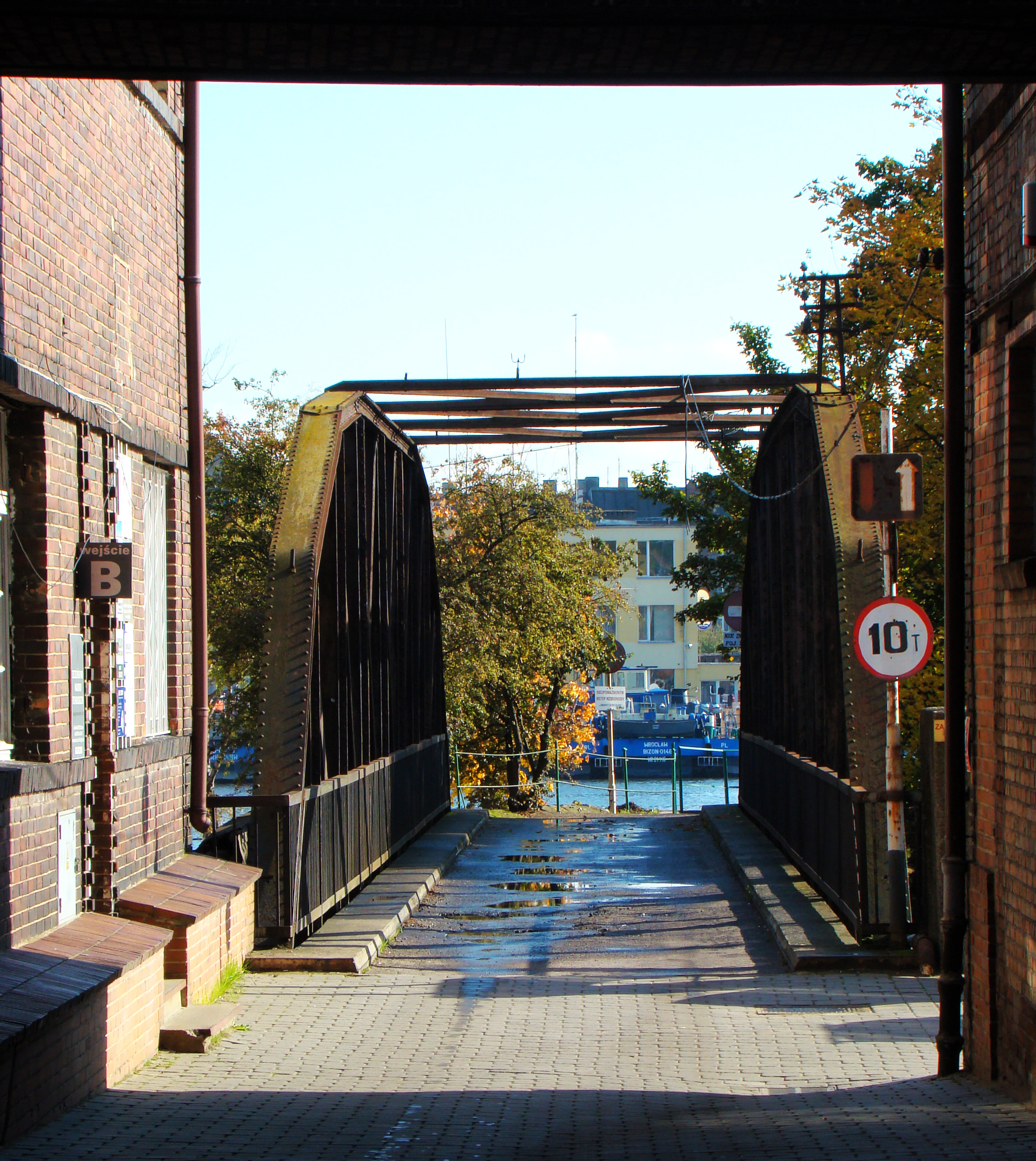
Most na Wyspę Jaskółczą

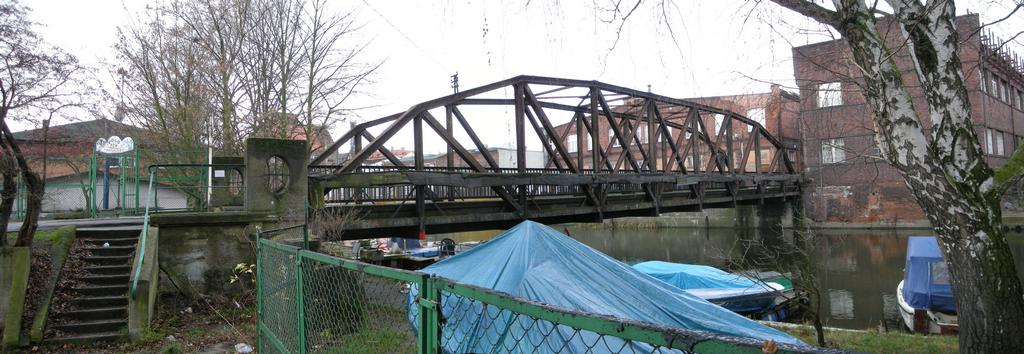
Widok od strony wyspy

Został zbudowany w latach 1920–1921. Jego projektantem był Hermann Scholl. Stalową konstrukcję kratownicową o maksymalnej wysokości przęsła 5,1 m, połączono przy pomocy nitów. Pierwotna nawierzchnia konstrukcji była brukowa na piaskowej podsypce, obecnie jest to asfalt. W 1925 obok mostu, na Wyspie Jaskółczej (do 1945 r. niem. Rahminsel), powstała podstacja prostownikowa zasilająca część sieci szczecińskich tramwajów w rejonie Dworca Głównego. 
Mostu nie należy mylić z dużo starszą przeprawą, zlokalizowaną w południowej części wyspy, po której kiedyś jeździły pociągi do szczecińskiego dworca głównego. Powstała ona już w połowie XIX wieku w związku z powstaniem linii do Stargardu. Most funkcjonował kilkadziesiąt lat do czasu przebudowy układu torów w roku 1869.
W XXI w. powstał nowy most na wyspę o konstrukcji stalowej – Most Kablowy. Zlokalizowano go kilkanaście metrów dalej na północ.